# 9 января
9 января — 9-й день года  по григорианскому календарю.
До конца года остаётся 356 дней (357 дней в високосные годы).
До 15 октября 1582 года — 9 января по юлианскому календарю, с 15 октября 1582 года — 9 января по григорианскому календарю.
В XX и XXI веках соответствует 27 декабря по юлианскому календарю.

## Праздники и памятные дни
См. также: Категория:Праздники 9 января

### Национальные
- Республика Сербская — День Республики.
- Панама — национальный день мучеников[2].

### Религиозные

#### Католицизм
- Память святого Адриана Кентерберийского.

#### Православие[3][4]
- Память первомученика и архидиакона Стефана (ок. 34);
- память преподобного Феодора Начертанного исповедника (ок. 840);
- память священномученика Тихона (Никанорова) архиепископа Воронежского (1919);
- память святителя Феодора, архиепископа Константинопольского (ок. 686)[5];
- память мученицы Антонины Брянских (1938).

### Именины
- Католические: Адриан.
- Православные: Антонина, Елена, Иосиф, Давид, Степан, Тихон, Ферапонт, Фёдор, Яков.

## События
См. также: Категория:События 9 января

### До XX века
- 475 — восточноримский император Зенон свергнут родственником своей жены Василиском.
- 1702 — битва при Эрестфере.
- 1792 — заключён Ясский мирный договор, завершивший Русско-турецкую войну 1787—1791.
- 1799 — премьер-министр Великобритании Уильям Питт Младший впервые в мире ввёл подоходный налог — 2 шиллинга на фунт.
- 1816 — английские шахтёры впервые использовали безопасную лампу с металлической сеткой для работы в шахтах.
- 1877 — в России создано «Общество взаимного вспоможения русских артистов» — прообраз Союза театральных деятелей РФ.

### XX век
- 1907 — в Вильнюсе открылась первая литовская художественная выставка.
- 1923 — Хуан де ла Сиерва совершил первый полёт на автожире собственного изобретения.
- 1932 — в руинах древнего индейского поселения Монте-Альбана на юге Мексики обнаружен богатейший клад XIII века, принадлежащий народности сапотеки.
- 1941 — первый полёт тяжёлого четырёхмоторного бомбардировщика Авро Ланкастер.
- 1951 — официально открыто здание штаб-квартиры ООН в Нью-Йорке.
- 1958 — Совет министров СССР принял постановление об организации Новосибирского государственного университета, который рассматривался как составная часть СО АН СССР.
- 1992 — провозглашение независимости Республики Сербской.
- 1996 — террористический акт в Кизляре: боевики Салмана Радуева захватили здание родильного дома и больницу.
- 1997 — катастрофа EMB 120 в Монро: при попытке зайти на посадку в снежную бурю рейс 3272 авиакомпании Comair ушёл в глубокое пике и разбился в поле недалеко от аэропорта Детройта. Все 29 человек на борту погибли.

### XXI век
- 2007 — представлен первый iPhone.
- 2009 — катастрофа Ми-171 на Алтае, 7 погибших.
- 2011 — вблизи Урмии потерпел катастрофу рейс 277 компании Iran Air, погибли 77 человек.
- 2021 — катастрофа Boeing 737 возле Джакарты (62 погибших).

## Родились
См. также: Категория:Родившиеся 9 января

### До XIX века
- 1554 — Григорий XV (в миру Алессандро Людовизи; ум. 1623), 234-й папа римский (1621—1623).
- 1571 — Карл Бонавентура де Лонгваль, граф де Бюкуа (ум. 1621), полководец Священной Римской империи времён Тридцатилетней войны.
- 1590 — Симон Вуэ (ум. 1649), французский живописец-монументалист, портретист и декоратор.
- 1797 — Фердинанд Врангель (ум. 1870), российский мореплаватель и полярный исследователь, адмирал.

### XIX век
- 1801 — Осип Ковалевский (ум. 1878), польский и российский учёный-монголовед, буддолог.
- 1804 — Яков Ростовцев (ум. 1860), русский военный и государственный деятель, генерал, основной разработчик крестьянской реформы, драматург.
- 1807 — Елена Павловна (урождённая Фредерика Вюртембергская; ум. 1873), великая княгиня, супруга великого князя Михаила Павловича, благотворительница, российский государственный и общественный деятель.
- 1811 — Гилберт Эббот Э-Беккет (ум. 1856), английский писатель-сатирик.
- 1823 — Фридрих Август фон Эсмарх (ум. 1908), немецкий хирург, один из пионеров асептики и антисептики.
- 1827 — Владимир Аммон (ум. 1879), российский художник, академик живописи.
- 1831 — Агатон Гиллер (ум. 1887), польский журналист, писатель, историк, один из руководителей восстания 1863 г.
- 1837 — Арнольд Думашевский (ум. 1887), российский юрист-цивилист, писатель, издатель, благотворитель.
- 1851 — Луис Колома (ум. 1915), испанский писатель.
- 1859 — Пётр Кащенко (ум. 1920), российский психиатр и общественный деятель.
- 1864 — Владимир Стеклов (ум. 1926), российский математик и механик, академик.
- 1867 — Кадыр-Гулям (при рожд. Владислав Янушевский; ум. 1970), цирковой артист, атлет, акробат, заслуженный артист РСФСР.
- 1878 — Джон Бродес Уотсон (ум. 1958), американский психолог, основатель бихевиоризма.
- 1885 — Борис Королёв (ум. 1963), советский скульптор-монументалист, педагог и общественный деятель.
- 1889 — Семён Сибиряков (при рожд. Срул-Мойше Броверман; расстрелян в 1938), советский писатель.
- 1890 — Карел Чапек (ум. 1938), чешский писатель-прозаик, драматург, переводчик, фантаст.
- 1896 — Стяпонас Дарюс (погиб в 1933), литовский военный лётчик, национальный герой.
- 1900 — Василий Грабин (ум. 1980), советский конструктор ствольной артиллерии и бронетехники.

### XX век
- 1908 — Симона де Бовуар (ум. 1986), французская писательница, философ, идеолог феминизма, супруга Ж.-П. Сартра.
- 1911
  - Виталий Виленкин (ум. 1997), советский и российский театровед, литературовед, переводчик.
  - Лев Охотин (ум. 1948), один из руководителей Всероссийской фашистской партии (1937—1943).
- 1913 — Ричард Никсон (ум. 1994), 37-й президент США (1969—1974).
- 1921 — Агнеш Келети (ум. 2025), венгерская гимнастка, 5-кратная олимпийская чемпионка.
- 1923 — Эдуард Колмановский (ум. 1994), композитор, народный артист СССР.
- 1924 — Сергей Параджанов (ум. 1990), советский кинорежиссёр, сценарист, художник.
- 1930 — Игорь Нетто (ум. 1999), советский футболист и хоккеист, футбольный тренер, олимпийский чемпион по футболу (1956), чемпион Европы (1960).
- 1931 — Альгис Будрис (ум. 2008), американский фантаст, литературный критик и редактор.
- 1939 — Лев Бурчалкин (ум. 2004), советский футболист, заслуженный тренер России.
- 1941 — Джоан Баэз, американская фолк- и кантри-певица, автор песен.
- 1944 — Джимми Пейдж, британский гитарист, композитор, продюсер, участник рок-группы «Led Zeppelin».
- 1945 — Левон Тер-Петросян, первый президент Армении (1991—1998).
- 1947 — Юрий Балуевский, советский и российский военачальник, генерал армии.
- 1951 — Семён Фурман, советский и российский актёр театра и кино.
- 1955 — Джей Кей Симмонс, американский актёр кино и телевидения, лауреат премий «Оскар», «Золотой глобус», BAFTA.
- 1957 — Виталий Дараселия (погиб в 1982), советский футболист, мастер спорта международного класса.
- 1965 — Haddaway (Нестор Александр Хаддавэй), англоязычный поп-музыкант.
- 1967 — Клаудио Каниджа, аргентинский футболист, серебряный призёр чемпионата мира 1990 года.
- 1968 — Джой Лорен Адамс, американская актриса кино и телевидения, кинорежиссёр и сценарист.
- 1970 — Лара Фабиан (наст. фамилия Крокарт), бельгийско-канадская певица, автор песен, композитор.
- 1973
  - Александр Вьюхин (погиб в 2011), украинский и российский хоккейный вратарь.
  - Шон Пол (Шон Пол Райан Франсис Энрике), ямайский певец, обладатель премии «Грэмми».
- 1978
  - Дженнаро Гаттузо, итальянский футболист, чемпион мира (2006), тренер.
  - Александр Джеймс Маклин, американский певец, автор песен, участник группы Backstreet Boys.
- 1982 — Кэтрин, принцесса Уэльская, супруга принца Уильяма.
- 1987
  - Елена Билосюк (Пидгрушная), украинская биатлонистка, олимпийская чемпионка (2014) и чемпионка мира (2013).
  - Лукас Лейва, бразильский футболист.
- 1989 — Нина Добрев (наст. имя Николина Добрева), канадская актриса болгарского происхождения, фотомодель и гимнастка.
- 1993
  - Эшли Аргота, американская актриса и певица филиппинского происхождения.
  - Катарина Джонсон-Томпсон, британская легкоатлетка, чемпионка мира и Европы в семиборье.
- 1995 — Никола Пельтц, американская актриса.

### XXI век
- 2001 — Эрик Гарсия, испанский футболист.

## Скончались
См. также: Категория:Умершие 9 января

### До XIX века
- 1514 — Анна Бретонская (р. 1477), герцогиня Бретани (1488—1514), жена двух французских королей — Карла VIII и Людовика XII.
- 1534 — Иоганн Авентин (наст. имя Иоганн Георг Турмайр; р. 1477), немецкий учёный-гуманист, историк, филолог, теоретик музыки.
- 1757 — Бернар Ле Бовье де Фонтенель (р. 1657), французский писатель и учёный.
- 1799 — Мария Гаэтана Аньези (р. 1718), итальянский математик, философ, первая женщина, ставшая профессором по математике.

### XIX век
- 1802 — Александр Храповицкий (р. 1749), кабинет-министр российской императрицы Екатерины II, редактор её сочинений.
- 1819 — великая княжна Екатерина Павловна (р. 1788), дочь российского императора Павла I, королева Вюртемберга.
- 1833 — Адриен Мари Лежандр (р. 1752), французский математик.
- 1873 — Наполеон III (р. 1808), французский император (1852—1870).
- 1878 — Виктор Эммануил II (р. 1820), король Сардинского королевства (Пьемонта) (с 1849), первый король единой Италии нового времени (с 1861).

### XX век
- 1903 — Александр Семёнович Егорнов (р. 1858), русский художник, мастер пейзажной живописи, академик ИАХ.
- 1904 — Джон Браун Гордон (р. 1832), американский генерал, участник Гражданской войны.
- 1905 — Луиза Мишель (р. 1830), французская феминистка, писательница, поэтесса и общественница.
- 1908 — Вильгельм Буш (р. 1832), немецкий поэт-юморист и рисовальщик.
- 1918 — Эмиль Рейно (р. 1844), французский художник, изобретатель, предтеча мультипликации.
- 1923 — Кэтрин Мэнсфилд (р. 1888), новозеландская и английская писательница-модернистка.
- 1943 — Робин Джордж Коллингвуд (р. 1889), британский философ, историк, археолог.
- 1944 — Антанас Сметона (р. 1874), президент Литвы (1919—1920 и 1926—1940).
- 1953 — Ханс Онруд (р. 1863), норвежский писатель, театральный и литературный критик.
- 1972 — Тед Шоун (наст. имя Эдвин Майерс Шоун; р. 1891), американский артист балета, балетмейстер, педагог.
- 1976 — Николай Вирта (р. 1905), русский советский писатель, драматург.
- 1977 — Константин Исаев (р. 1907), советский драматург и киносценарист.
- 1995 — Питер Кук (р. 1937), британский актёр, сценарист, артист разговорного жанра.

### XXI век
- 2009
  - Владимир Пирожков (р. 1924), генерал-полковник, заместитель председателя КГБ СССР (1971—1991).
  - Лев Устинов (р. 1923), советский и российский драматург, автор пьес-сказок для детей.
- 2010 — Сергей Козлов (р. 1939), советский писатель-сказочник («Ёжик в тумане» и др.), поэт, сценарист.
- 2011 — Витор Алвиш (р. 1935), португальский государственный, политический и военный деятель.
- 2013 — Джеймс Макгилл Бьюкенен (р. 1919), американский экономист, лауреат Нобелевской премии (1986).
- 2014 — Дэйл Мортенсен (р. 1939), американский экономист, лауреат Нобелевской премии (2010).
- 2019 — Анатолий Лукьянов (р. 1930), советский партийный и государственный деятель, российский политик.
- 2023 — Карл Мюллер (р. 1927), швейцарский физик, лауреат Нобелевской премии (1987).
- 2024 — Игорь Болгарин (р. 1929), советский, украинский и российский писатель, киносценарист, режиссёр и педагог.

## Народный календарь, приметы и фольклор Руси
Степановы труды. Степан. Стефанов день.
- В этот день нанимали всей деревней пастухов, заключали с ними договор, угощали, увещевали, потчевали.
- В старину на Руси говаривали: «В пастухи наймешься — вся деревня у тебя в долгу».
- Этот день считается днём найма работников и каждый мог высказать своё неудовольствие хозяину и не заключить с ним договор, поэтому говорили: «На святого Степана каждый себе пан».
- В этот день проводили обряды защиты от сглаза. За деревней на заснеженной Красной горке крестьяне ставили 12 кольев или жердей. У этих кольев девушки сливали воду в чашу пагубную, точно смывали тоску с сердца и выплёскивали её в середину круга.
- Заботились особо и о лошадях, поили их через серебро — водой, пропущенной через серебряное сито[6].
- На Степана по всем углам двора ставили осиновые колья — чтобы ведьмы не могли подойти.
- Время, когда начинались молодёжные вечеринки, ходили ряженые по дворам[7].